# توشيهيدي هيراتا
توشيهيدي هيراتا (باليابانية: 平田 俊英) (11 أكتوبر 1990 في فوكوكا في اليابان – )؛ هو لاعب كرة قدم كان يلعب كحارس مرمى.

## وصلات خارجية
- توشيهيدي هيراتا على موقع رابطة كرة القدم اليابانية للمحترفين (اليابانية)